# Munkbrarup
Munkbrarup ist eine Gemeinde im Kreis Schleswig-Flensburg in Schleswig-Holstein.

## Geographie

### Geographische Lage
Das Gemeindegebiet von Munkbrarup erstreckt sich im Norden der Ostseehalbinsel Angeln südöstlich von der Kleinstadt Glücksburg. Das Gemeindegebiet reicht im Norden beim Ortsteil Bockholmwik bis an das Ufer der Flensburger Förde heran. Die Gemeinde ist ein anerkannter Erholungsort.

### Ortsteile
Die Gemeinde Munkbrarup umfasst siedlungsgeographisch mehrere Ortsteile. Neben dem für die Gemeinde namenstiftenden Ortsteil, einem Kirchdorf, befinden sich auch das weitere Dorf Rüde (dänisch Ryde), die Häusergruppen Iskiersand (dänisch Eskærsande), Kragholm und Süderholz, die Hofsiedlungen (Gehöfte) Balm (dänisch Ballum) und Harkmoor, wie auch die Streusiedlungen Bockholmwik, Siegum (dänisch Sigum) und Geil (dänisch (Gejl)) und Siegumlund (dänisch Sigumlund.) als weitere Wohnplätze. Bei Iskiersand handelt es sich um einen geteilten Ortsteil, dessen nördlicher Abschnitt im Gebiet der Stadt Glücksburg liegt.

### Nachbargemeinden
Östlich von Munkbrarup erstreckt sich die Nachbargemeinde Ringsberg. Im Norden liegt die Stadt Glücksburg, mit der Munkbrarup insbesondere geschichtlich eng verbunden ist. Im Westen liegt Wees, im Süden liegt Husby und im Südwesten Hürup.

## Geschichte
Auf eine Besiedlung der Region in der Jungsteinzeit deutet das Großsteingrab Siegum hin.
Im ehemals größeren Kirchspiel Munkbrarup stand von 1209 bis 1582 das Zisterzienserkloster Rüde (auch Rus Regis genannt). Im Zusammenhang mit der Klostergründung wurde der Ort zum ersten Mal erwähnt, und zwar als Holdernes-Brotorp. Das „Munk“ des Ortsnamens verweist auf die besagten Mönche. 2009 feierte das Dorf sein 800-jähriges Bestehen.
Die im letzten Viertel des 12. Jahrhunderts erbaute St.-Laurentius-Kirche ist eine jütländische Granitquaderkirche und hatte ursprünglich eine runde Apsis, aber keinen Turm. Das Südportal ist dem Petri-Portal des Schleswiger Doms nachempfunden. 1565 brannte die Kirche aus. 1582 wurde sie, kurz vor dem Bau des Glücksburger Schlosses, wiederhergestellt. Aus der Klosterkirche wurde das mächtige Triumphkreuz nach Munkbrarup überführt. Der Renaissance-Altar in der Kirche ist einer der ältesten evangelischen Altäre im Bundesland. 1936/37 wurde die Kirche im romanischen Stil renoviert.
Die 1870 errichtete Windmühle „Hoffnung“ stand zuvor in Meierwik. Sie ist ein Erdholländer und diente zum Mahlen von Getreide. Heute wird sie für Ausstellungen und Veranstaltungen genutzt.
Seit ungefähr 2015 ist Flensburg so stark nachverdichtet, dass dort kein neuer Wohnraum mehr geschaffen werden kann. Das Wachstum der Stadt und des Umlandes wird dadurch gehemmt, und das Thema Eingemeindung spielt folglich wieder eine Rolle.

## Politik

### Gemeindevertretung
Bei der Kommunalwahl am 14. Mai 2023 wurden insgesamt elf Sitze vergeben. Von diesen erhielt die Kommunale Liste Munkbrarup Rüde sechs Sitze und die Freie Wählergemeinschaft Munkbrarup-Rüde fünf Sitze.

### Wappen
Blasonierung: „Unter blauem Schildhaupt, darin ein schreitender, rot gezungter goldener Löwe, in Gold ein senkrecht gestellter blauer Rost mit dem Griff nach oben.“
Das Wappen vereinigt Symbole des Wappens des Herzogtum Schleswigs und des Zeichens der Munkbrarupharde, dem Rost des Heiligen Laurentius, welches auch die Nachbargemeinde Glücksburg in ihrem Wappen trägt. Zudem orientiert sich der Aufbau des Wappens, an dem Aufbau des Wappens des ehemaligen Landkreises Flensburg, zu welchem Munkbrarup bis zum Jahr 1974 gehörte. Der schleswigscher Löwe ist dem Wappen des Herzogtums entlehnt, wobei wie beim Wappen des Landkreises Flensburg nur ein Löwe übernommen wurde. Im Gegensatz zum Wappen Schleswig-Holsteins läuft der Löwe wie beim Wappen des Landkreises Flensburg nach links. Das Rost des heiligen Laurentius, der Patron Munkbrarups, wurde als Zeichen beibehalten, also ins Wappen übernommen. Wie beim Wappen des Landkreises Flensburg wurde dieses zweite Element ebenfalls unterhalb des Löwen eingefügt. Das Wappen ist zudem in den schleswigschen Farben blau und gelb gehalten, so wie es auch beim Wappen des Landkreises Flensburg der Fall war. Im Gegensatz zum Wappen Schleswig-Holsteins sowie des Wappens des Landkreises Flensburg, wurden die Farben getauscht. Der Löwe wurde gelb gefärbt und er läuft auf blauem Untergrund. Der untere Bereich erhielt daher einen gelben Untergrund. Das Wappen wurde am 12. Februar 1985 genehmigt.

## Wirtschaft und Infrastruktur

### Verkehr

#### Motorisierter Individualverkehr
Durch das Gemeindegebiet von Munkbrarup führt die Bundesstraße 199, auch Nordstraße genannt. Diese verläuft unmittelbar nördlich des Kernortes und verbindet Munkbrarup mit Flensburg, Gelting und Kappeln. Von der B 199 zweigt im Gemeindegebiet die Landesstraße 268 ab und verläuft durch Munkbrarup. Diese Straße verbindet Munkbrarup mit Glücksburg, Husby und Satrup.
Weitere wichtige Straßen im Gemeindegebiet sind zum einen die Landesstraße 96 zwischen Bockholm und Oeversee und zum anderen die Kreisstraße 93 zwischen Glücksburg und Ringsberg. Beide Straßen führen durch den Ortsteil Rüde.

#### Öffentlicher Personennahverkehr
Der Ort Munkbrarup wird regelmäßig von Bussen aus der Stadt Flensburg bedient. Hierbei verkehren 3 Buslinien regelmäßig durch das Gemeindegebiet. Die Buslinie 800 zwischen Flensburg und Kappeln sowie die Buslinie 810 zwischen Flensburg und Langballigau halten beide an den Bushaltestellen Munkbrarup, Nordstraße und Munkbrarup, Toft. Beide Bushaltestellen sind etwa 500 m vom Dorfzentrum entfernt. Die Buslinie 22 zwischen Flensburg und Glücksburg hält nicht an der Bushaltestelle Munkbrarup, Toft, jedoch an der Bushaltestelle Munkbrarup, Dorfplatz, welche sich im Dorfzentrum befindet.
Die Buslinie 800 hat werktags einen 60-Minuten-Takt und am Wochenende einen 120-Minuten-Takt. Die Buslinien 22 und 810 haben einen durchgehenden 120-Minuten-Takt.
Der Ortsteil Rüde wird zusätzlich stündlich von der Buslinie 21 zwischen Flensburg und Holnis bedient. (Wochenende nur zweistündlich)
Im restlichen Gemeindegebiet fahren statt regelmäßig verkehrende Linienbusse nur Schulbusse der Linien 801, 806, 807, 808, 809, 821 und 826. Die Schulbusse fahren nur während den Schultagen morgens und nachmittags, erschließen aber das gesamte Gemeindegebiet.
Zusätzlich fährt zwischen Bockholmwik, Munkbrarup, Husby und Freienwill ein Anruf-Linien-Bus. Da es in Husby eine Haltestelle entlang der Bahnstrecke Kiel-Flensburg gibt, wird Munkbrarup hierdurch an den Bahnverkehr Richtung Kiel angebunden.

### Wirtschaft
Im Gemeindegebiet sind noch ausgeprägte ländliche Strukturen vorhanden, die Nähe zu Flensburg und zur Flensburger Förde haben jedoch auch dazu geführt, dass die Zahl der Wohngebiete immer weiter zunimmt. Es gibt jedoch auch ein Gewerbe- und Dienstleistungsangebot, das weiter ausgebaut werden soll.

## Sehenswürdigkeiten und Sport

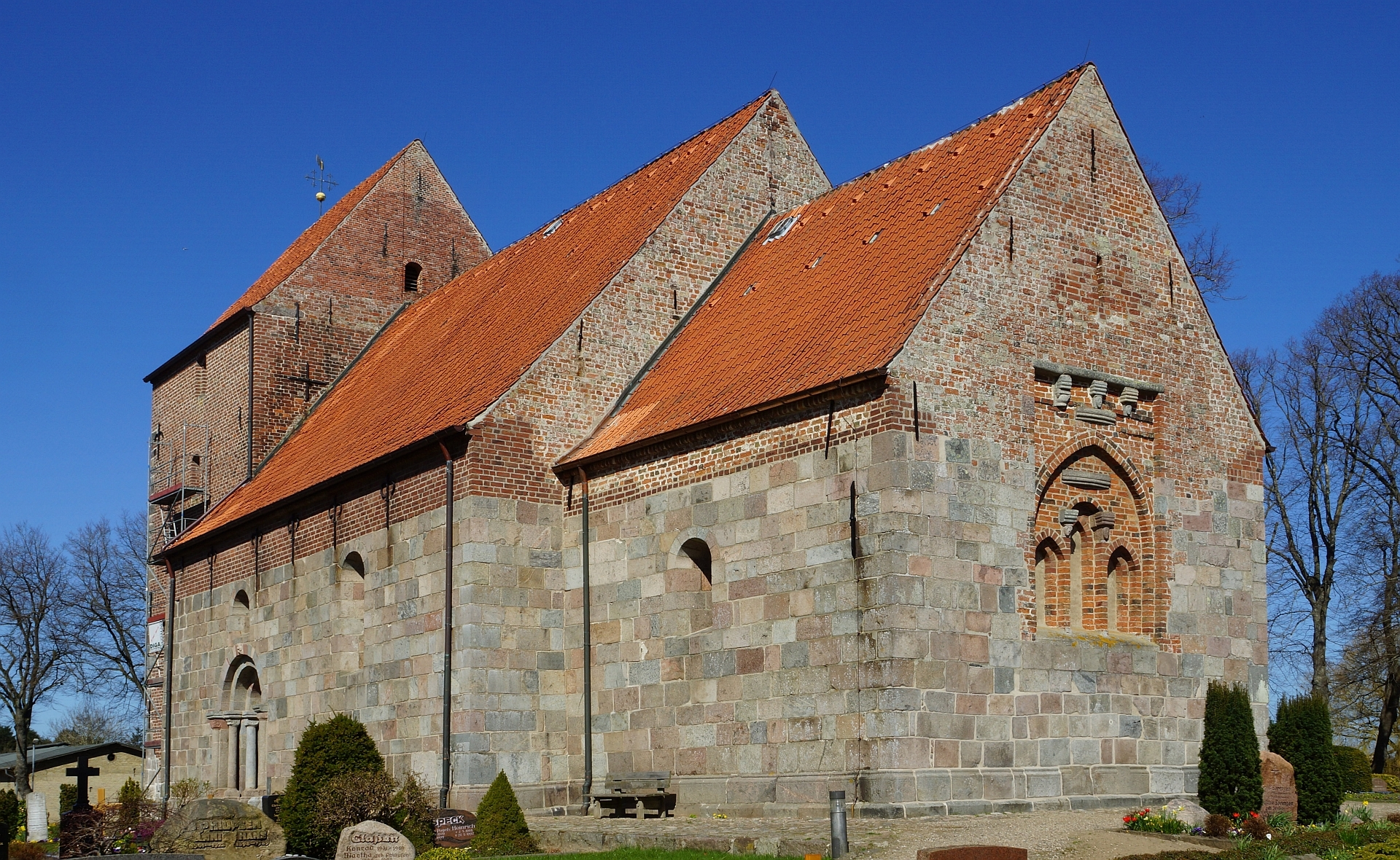
Laurentiuskirche aus dem 12. Jahrhundert (Foto 2013)

In der Liste der Kulturdenkmale in Munkbrarup stehen die in der Denkmalliste des Landes Schleswig-Holstein eingetragenen Kulturdenkmale. Eingetragene Kulturdenkmale sind die Windmühle „Hoffnung“ und die Munkbraruper Kirche. Die Sage vom Bau der Munkbraruper Kirche berichtet über sie.
Der örtlich ansässige Sportverein ist der TSV Munkbrarup. Er wurde 1921 gegründet und hat über 1300 Mitglieder. Er wurde in den Jahren 2005, 2006 und 2007 jeweils mit dem GEK-Breitensportpreis des Landessportverbands Schleswig-Holstein ausgezeichnet. Die Fußballabteilung spielt seit 2005 in der SG Nordangeln. Die Handballer hatten in den 1980er und 1990er Jahren große Erfolge in einer Spielgemeinschaft mit dem Nachbarverein Glücksburg 09 zu verzeichnen.

## Persönlichkeiten
- Johannes Petreus (um 1540–1603), Pastor und Chronist
- Philipp Ernst Lüders (1702–1786), Hofprediger, Landwirtschaftsreformer, Propst von Munkbrarup (Kartoffelpropst)
- Heinrich Clausen (1860–1944), Agrarwissenschaftler und Direktor der Landwirtschaftsschule in Heide
- Wilhelm „Willi“ Dietrich Iversen (1879–1939), Landwirt und Politiker
- Hans Holtorf (1899–1984), Theaterpionier, Übersetzer und Maler, der in Bockholmwik ansässig war
- Nikolaus Störtenbecker (1940–2022), Maler und Grafiker, wohnte in Munkbrarup

Der Vorsitzende des TSV Munkbrarup Hans-Joachim Thadewaldt ist seit 2006 Ehrenbürger der Gemeinde.

## Verschiedenes
Die Grundschule Munkbrarup sowie die evangelische Kindertagesstätte Munkbrarup liegen direkt nordwestlich vom Dorf am Hau-Weg 1 im Gemeindegebiet von Wees.